# 비지터 (2007년 영화)
《비지터》(영어: The Visitor)는 2007년 개봉한 미국의 드라마 영화이다.
주인공을 연기한 리처드 젱킨스는 이 영화를 통해 2008년 제81회 아카데미상 남우주연상 후보에 올랐다.

## 줄거리
코네티컷 대학교 경제학 교수 월터는 아내와 사별한 뒤 고독한 일상을 보낸다. 월터는 뉴욕 대학교 학회에 참석하게 되면서 오래 내버려둔 맨해튼의 아파트를 찾았다가 이 아파트가 자기 집이라고 주장한 사기꾼에게 속아 집을 빌려 살고 있는 젊은 불법 체류자 부부를 발견한다. 타리끄는 팔레스타인계 시리아인 젬베 연주자이고, 아내 자이나브는 전통 장신구를 만들어 파는 세네갈인이다.
월터는 이들 부부가 아파트에서 계속 살게 하고 타리끄에게 드럼을 배우며 예기치 못한 우정을 쌓는다. 그러나 타리끄는 지하철 개집표기를 뛰어넘었다는 누명을 쓰고 퀸스 불법 이민자 수용소로 보내진다. 자이나브는 브롱크스에 사는 친척 집으로 이사한다. 얼마 후 아들과 연락이 닿지 않자 걱정이 된 타리끄의 어머니 무나가 찾아온다.

## 출연
- 리처드 젱킨스 - 월터 베일 역
- 하즈 술라이만 - 타리끄 역
- 더나이 구리라 - 자이나브 역
- 히암 아바스 - 무나 역
- 리처드 카인드 - 제이컵 역
- 마이클 컴프스티 - 찰스 역
- 메리언 셀더스 - 바버라 역